# Абхірака
Абхірака — індо-скіфський цар з династії Західні Кшатрапи.
Археологи знайшли монети, які карбував Абхірака, у північному Пакистані.